# Državni arhiv u Splitu
Državni arhiv u Splitu (DAS) osnovan je 1952. godine. Danas je smješten u zgradi na tvrđavi Gripe. Nadležan je za područje Splitsko-dalmatinske županije, ukupno 16 gradova i 39 općina.
Arhiv ima dvije čitaonice: Čitaonicu s knjižnicom i čitaonicu Arhiva mapa za Istru i Dalmaciju.

## Povijest
Još je odredbom Splitskog statuta 1312. godine određeno čuvanje i zaštita arhivske građe. Ideja o potrebi sustavnog skupljanja arhivskoga gradiva u Splitu potaknuta je nakon Drugoga svjetskog rata. Savezne i gradske vlasti povjerile su Muzeju grada čuvanje arhivske građe.
Godine 1952. osnovan je Arhiv koji je smješten u Nadbiskupsku palaču, a 1996. godine premješten je u zgradu na tvrđavi Gripe. Od 1952. godine arhiv se zvao Arhiv grada Splita, 1957. mijenja naziv u Historijski arhiv u Splitu te postaje mjerodavna arhivska ustanova za srednjodalmatinsko područje. Od 1993. nosi naziv Povijesni arhiv u Splitu, a od 1997. Državni arhiv u Splitu.
Za vrijeme Drugog svjetskog rata stradao je arhivski fond za razdoblje 1880. – 1918. koji je prenesen 1923. iz Zadra. U požaru 1969. godine uništeno je 25 fondova novijeg gradiva, a 28 ih je djelomično izgorjelo.

## Ustroj arhiva
Rad Arhiva organiziran je ustrojbenim odjelima:
- Odjel za sređivanje i obradu arhivskog gradiva
- Odjel za nadzor arhivskog i registraturnoga gradiva izvan Arhiva
- Odjel Arhiva mapa za Istru i Dalmaciju
- Odjel filmske zbirke
- Odjel za dokumentacijsko - informacijske poslove (čitaonica i knjižnica)
- Odjel za restauraciju, konzervaciju i knjigovežnica
- Odjel općih poslova (administrativno - financijsko - knjigovodstveni poslovi)
- Odjel - arhivska podružnica u Hvaru

## Gradivo
U DAS-u se čuva 616 fondova i zbirki, u ukupnoj količini od 910,54 d/m. Nastariji dokumenti pohranjeni u splitskom arhivu potječu iz 14. stoljeća. Osobitu vrijednost među starijim gradivom predstavlja Zbirka matičnih knjiga (16. – 20. st.), Zbirka oporuka (15. – 20. st.), Obiteljski fond Fanfogna-Garagnin (14. – 20.st.) i Splitska komuna (15. – 18. st.). Gradivo starijeg razdoblja pisano je uglavnom talijanskim i latinskim jezikom, a novije gradivo, osim hrvatskim jezikom, pisano je talijanskim, francuskim i njemačkim jezikom. Od pisama, osim latinice, koja prevladava, dokumenti su pisani glagoljicom i bosančicom. Treba istaknuti da je dio gradiva pisan poluhumanistikom (Splitska komuna).
Gradivo DAS-a značajno je za političku, gospodarsku, socijalnu i kulturnu povijest, za rodoslovna istraživanja te za povijest istaknutih osoba i znamenitih obitelji s područja srednje Dalmacije.